# 율포항 (거제시)
율포항은 대한민국 경상남도 거제시 동부면 율포리에 있는 어항이다. 1972년 2월 23일 지방어항으로 지정하여 관리하고 있다. 시설관리자는 거제시장이다.

## 어항 시설
- 방파제 215m, 물양장 110m

## 주요 어종
- 돔, 도다리, 우럭, 광어